# Two Men Who Waited
Two Men Who Waited è un cortometraggio muto del 1914 diretto e interpretato da E.H. Calvert.

## Produzione
Il film fu prodotto dalla Essanay Film Manufacturing Company.

## Distribuzione
Distribuito dalla General Film Company, il film - un cortometraggio di una bobina - uscì nelle sale cinematografiche statunitensi il 25 agosto 1914.